# Keva Keva
 (mars 2015).
Si vous disposez d'ouvrages ou d'articles de référence ou si vous connaissez des sites web de qualité traitant du thème abordé ici, merci de compléter l'article en donnant les références utiles à sa vérifiabilité et en les liant à la section « Notes et références ».
Keva Keva, de son vrai nom Kevin Mboma, né le 20 mai 1989 à Paris, est un auteur-compositeur-interprète, danseur et chorégraphe d’origine congolaise.
Il chante en français et en lingala.

## Biographie
Keva Keva est un artiste complet, auteur-compositeur-interprète et chorégraphe de renommée internationale. Il est l'un des membresdu collectif afro pop Anges_d'Afrik.
Sa passion précoce pour la musique l'amène à composer ses premières notes dès son plus jeune âge lorsque son père lui offre sa première guitare à l'âge de 10 ans.
Véritable passionné pour les arts urbains, Keva Keva est autodidacte. 
S'entrainant sans relâche en danse hip-hop, il débute rapidement une carrière professionnelle. Âgé de seulement 17 ans, il intègre la prestigieuse école de danse "Studio Harmonic" sur Paris.
C'est en 2008 qu'il rejoint avec ses amis, Stone Warley, Manolo Vendetta et Charnel Playboy, le collectif Anges_d'Afrik. Le groupe s’affirme rapidement comme précurseur du mouvement afro pop, unissant les sonorités urbaines aux rythmes afro.
Ils connaissent une ascension fulgurante. En 2009, le groupe signe son premier contrat en maison de disque avec Wagram. Il sort son premier single « Dorloter » qui se classe dans le top 15 des singles les plus joués en discothèque, suivra « Zekete Zekete » qui sera visionné plus de 2 millions de fois sur Internet, titre composé par Keva Keva lui-même.
Ils entament alors une tournée nationale (plus de 50 dates) et jouent aux côtés des plus grands noms de la musique afro caribéenne.
En 2012, le collectif signe sur le label Moonlight Music et revient en force avec le hit « Danse Pour moi » composé par Eddy Goyor (Décibel/Laisse parler les gens…). Il rentre sur les plus gros médias nationaux et internationaux M6 , MTV...
2013, est l’année de la consécration avec la sortie des tubes « Nalingi Ye »  et « Mata Na Yo »  classés N°1 pendant plusieurs semaines en Afrique.
En 2014, le collectif Anges_d'Afrik se sépare et Keva Keva décide de se lancer dans une carrière solo toujours auprès du label Moonlight Music. Il sort son premier single "Bye Bye", un titre mêlant les sonorités de la rumba congolaise et du r&b. Ce morceau est considéré comme la première rumba francophone. Un cocktail audacieux mais qui fonctionne, très rapidement le titre se classe au sommet des charts des médias africains et comptabilisera des milliers de vues sur Internet. 
Il enchaine les singles, avec les titres "Loketo", "Kiliyekuma", "Ketsua" et "Bolingo" qui sera diffusé sur plusieurs médias comme Trace Africa.
Le 7 avril 2015 sort son premier album intitulé "Vision".

## Discographie

### Singles
- 2014 - "Bye bye"
- 2014 - Loketo
- 2014 - Kiliyekuma
- 2014 - "Ketsua"
- 2014 - "Bolingo"
- 2015 - "Ding Dong"
- 2015 - "Vision" Album
- 2016 - "LaGo"
- 2016 - "Mema Nga"
- 2017 - "Jeu Dangereux"
- 2017 - "Désolé "